# Tenango del Aire
Tenango del Aire es uno de los 125 municipios que conforman el Estado de México. Se ubica a una hora de la Ciudad de México y a una hora y media de Toluca de Lerdo.
Es un pueblo con vocación turística y su historia se remonta a épocas prehispánicas. Sus paisajes montañosos y boscosos lo convierten en un destino atractivo para el ecoturismo y el senderismo. 
La cabecera municipal de Tenango del Aire se ubica a una longitud oeste de 98°51′ y a una latitud norte de 19°9′. Con una altitud de 2,285 metros sobre el nivel del mar (m s. n. m.), el municipio presenta elevaciones que alcanzan hasta los 2,800 metros sobre el nivel del mar. Limita al norte con los municipios de Temamatla y Tlalmanalco, al sur con Juchitepec, al este con Ayapango de Ramos Millán, y al oeste con Temamatla y Juchitepec. La distancia aproximada desde la cabecera municipal hasta la capital del estado es de 142 km.

## Toponimia
La etimología de Tenango en náhuatl es: Tenango o Tenanco: "Lugar amurallado o cercado de piedra". Tenanco significa "cercado con muro", de tenamitl: "cerca" o "muro de ciudad".
El término del aire se debe a que en 1890, el general Porfirio Díaz, visitó varias veces al pueblo de Tenango de Tepopula, como se llamaba antes y después de su erección como municipio en 1820, en una de sus visitas, dicho funcionamiento aludió que debería llamarse Tenango del Aire por los muchos remolinos de aire que se dejan sentir, más en tiempos de sequía.

## Historia

#### Antecedentes prehispánicos
Su origen se remonta a la época prehispánica, cuando formaba parte de uno de los cuatro altépetl que constituían la antigua región de Chalco. Desde entonces hasta la actualidad, esta región ha destacado por su significativo impacto cultural, artístico, económico y religioso.
Ubicado entre la Sierra Nevada y la Sierra de Chichinautzin, el municipio ofrece un paisaje ideal para la realización de caminatas, paradas didácticas de aprendizaje, senderismo y campamentos, además de destacar por su arquitectura, museos y atractivos turísticos.
En 1162, los chichimecas teotenancas, siendo sus descendientes los de Tepopotepetl, hoy San Mateo Tepopula, se asentaron en el Valle de Chalco, cien años después conquistan Amecameca. Fundando más tarde Tenanco Tepopollan en las cercanías de lo que ahora conocemos como Rancho Aculco. Posteriormente, una parte de este grupo se segregó y fundó Tzacualtitlan Tenanco Amaquemecan cien años después.
El señorío de Tenanco Texopalco Tepopollan fue uno de los cuatro señoríos principales de la Confederación Chalca (Chalcayotl), inicialmente compuesto por más de 40 pueblos, entre ellos Juchitepec, San Mateo Tepopula, Santiago Tepopula, San Juan Coxtocán, San Matías Cuijingo, un asentamiento cercano a lo que hoy conocemos como Felipe Neri en el Estado de Morelos, y un barrio de Santa Catarina Ayotzingo, donde residían los Tenancas.

#### Dominación española
El territorio del municipio albergó el Señorío de Tenanco Texopalco Tepopollan, una parte integral del Imperio Chalca. En 1354, esta región fue denominada Chalco, dividiéndose poco después en cuatro señoríos: "Tlacohcalco-Chalco", "Amaquemecan-Chalco", "Tenanco Texopalco Tepopollan-Chalco" y "Chimalhuacan-Chalco".
Durante la dominación española en 1521, el pueblo-señorío de Tenanco fue congregado en las cercanías de Tepopula. Este municipio fue parte de la ruta principal que los españoles tomaron al avanzar por el Popocatépetl y el Iztaccíhuatl, pasando por Amecameca, Tenango del Aire, Tlalmanalco, Santa Catarina Ayotzingo e Ixtapaluca en su camino hacia Tenochtitlán.
En 1521, los Tenancas llegan a estos lugares, solicitan un lugar para asentarse a los de Tepopotepetl (San Mateo Tepopula) y le llaman al lugar Tenanco.
Un detalle a menudo pasado por alto en la historia de este municipio es que el Códice Mendocino menciona a Cochtocan en la ruta de Quetzalcoatl hacia el oriente, cerca de los volcanes Popocatépetl e Iztaccíhuatl, ubicándose actualmente en el Pueblo de San Juan Coxtocán. El municipio fue uno de los pueblos que conformaron la puerta principal por donde pasaron los españoles en su avance por el Popocatépetl y el Iztaccíhuatl, siguiendo por Amecameca, Tenango del Aire, Tlalmanalco, Ayotzingo e Ixtapaluca, hacia Tenochtitlán.
También se omite que Santiago Tepopula tributaba al Señorío de Tlaltelolco, población mexica que, tras la evangelización, adoptó a Santiago Apóstol como santo patrono debido a las constantes guerras entre el Imperio Mexica y el Imperio Chalca derrotado.
En 1532, Fray Juan de Zumárraga, arzobispo de México, ordenó la construcción de la parroquia San Juan Bautista y llevó a cabo la congregación de estos lugares, añadiendo el nombre de un santo al nombre en náhuatl de cada pueblo. Tepopotepetl pasó a llamarse "San Mateo Tepopula", constituyéndose como un barrio, y más tarde se le denominó "Tenango de San Juan Bautista Tepopula", evolucionando finalmente a "Tenango Tepopula". A finales del siglo XIX la denominación actual, Tenango del Aire, se cambió durante la presidencia de Porfirio Díaz. 

## Geografía

### Clima
El clima en la región es templado subhúmedo, con precipitaciones pluviales en los meses de marzo y octubre, mientras que la temperatura media es de 14.2 °C, con una máxima extrema de 31 °C y mínima de 10 °C. Las heladas repercuten fuertemente en las zonas bajas del municipio y se presentan en los meses de noviembre y febrero de cada año.

### Flora
La vegetación en el municipio de Tenango del Aire es limitada debido al constante avance de las áreas de cultivo y desarrollo urbano. En las áreas boscosas del municipio, se encuentran diversas especies, incluyendo pirúl, tepozán, ocote, madroña, zahuislica, cedro, eucalipto, alcanfor, aguacate, palo dulce, huizache, palo de jazmín, zalocote, y encinos como los árboles predominantes.
Entre los árboles frutales destacan el manzano, peral, perón, ciruelo, chabacano, nuez de castilla, durazno, y frutas autóctonas como el capulín y tejocote.

### Fauna
En la región es escasa debido a la caza descontrolada y la depredación de las especies animales. En el territorio municipal se pueden encontrar diversas especies, entre ellas aves como la aguililla, paloma silvestre, tecolote, lechuza, colibrí, gorrión, gavilán, halcón y ceceto. También hay una variada presencia de insectos y roedores como ratas, ratones de campo, tuzas, ardillas, hurones, y lamentablemente el armadillo, que se encuentra en peligro de extinción y es una fuente de alimentación e ingresos.
En cuanto a los reptiles, se encuentran la serpiente de cascabel, zencuate, víbora chirrionera, zencoyote, sapo cornudo y diversas lagartijas. Estas especies enfrentan amenazas constantes debido a la caza indiscriminada y a incendios forestales no controlados.

### Reserva ecológica
El municipio alberga una área en San Juan Coxtocán, de 40 hectáreas, que constituye un pequeño bosque con árboles de cedro y pino registrados en PROBOSQUE y SAGAR. La edificación conocida como el Templo de San Juan Coxtocán, erigida en el siglo XVI, presenta un estilo rústico que le confiere un carácter singular. Este pueblo, arraigado en una tradición milenaria, resguarda una esencia distintiva en sus callejones, capillas y la fachada del templo.
Situado en medio de pintorescos paisajes naturales, el lugar ofrece una excelente oportunidad para disfrutar de impresionantes puestas de sol y respirar un aire fresco.
Y otra en el Ejido de Tenango del Aire, donde se encuentra el centro ceremonial Chucóatl (serpiente cósmica), una reserva ecológica y arqueológica.

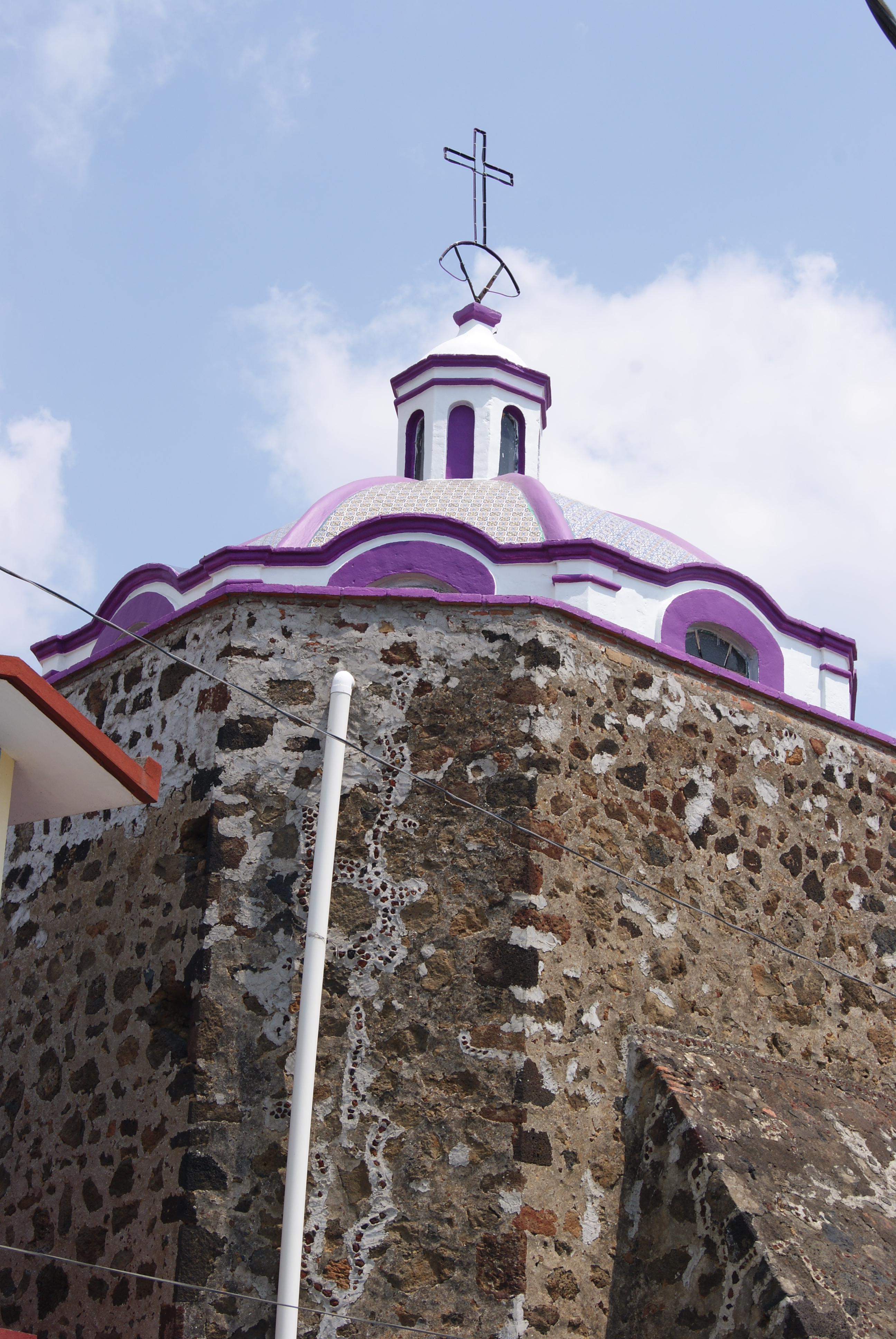
Templo de San Mateo Tepolula

## Demografía
En 2020, la población en Tenango del Aire según datos del último censo del INEGI (2020), en Tenango del Aire habitan 11,359 personas, siendo 5,807 mujeres y 5,552 hombres.
El municipio dispone de suelos fértiles de tipo húmedo, principalmente Litosol, que abarca toda la extensión del territorio. El uso de estos suelos está fuertemente influenciado por la vegetación circundante.
Las actividades agrícolas abarcan aproximadamente el 15%, siendo mayoritariamente dedicadas a la siembra de temporal. Le sigue en importancia el uso forestal, representando el 35%, principalmente en áreas de lomeríos, cerros y pastizales, donde el suelo es pedregoso y la vegetación es escasa. En épocas de sequía, estas áreas se ven afectadas de manera irracional por la tala clandestina e incendios de pastizales y matorrales, acelerando la erosión del suelo y la pérdida de la microflora. Un 11% del suelo está destinado a usos urbanos, mientras que el 3% restante se reserva para otros fines, como pozos, áreas de conservación ecológica y zonas arqueológicas.

## Cultura

#### Museo Casa de Madera

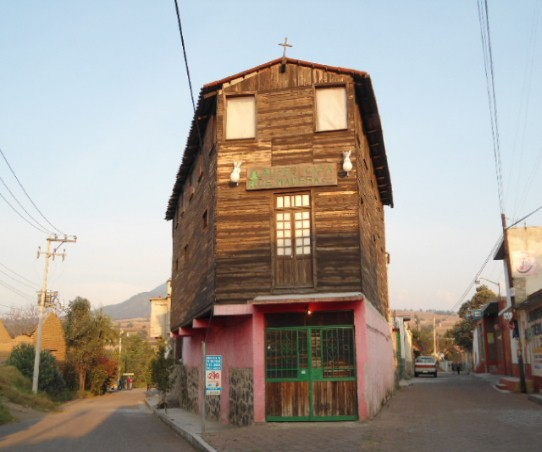
Museo Casa de Madera, Tenango del Aire

En el recinto las y los visitantes pueden admirar una colección de más de 10 mil piezas, agrupadas en 30 salas; en donde se encuentran exposiciones de la época prehispánica, la colonia, la Independencia, el periodo Juarista, el siglo XIX y la Revolución, entre otras. También destacan artículos religiosos, juguetes antiguos, mobiliario, instrumentos de arte y, en general, utensilios de la vida cotidiana, como tostadores de pan, navajas de afeitar, radios, máquinas de escribir, entre muchos otros objetos.
El inmueble fue construido a finales del siglo XlX, entre las calles Constituyentes y Reforma, en Ciudad de México. Durante los años setenta, fue adquirido por Luis Pastor y Ricardo Flores, quienes, en virtud de que está hecho de madera, lo desarmaron y trasladaron a Tenango del Aire en menos de un mes. Se trata de la única construcción hecha casi por completo de madera en todo el municipio, por lo que es conocida como la Casa de Madera.
En 1992 el Fondo Nacional para la Cultura y las Artes y el Instituto Mexiquense de Cultura lo reconocieron como un museo. Hoy en día, su colección de arte es considerada la segunda mejor a nivel nacional por el Fonca.

## Turismo

#### Ex Convento de San Juan Bautista
En 1998, por decisión de Juan Pablo II, se decretó que este templo fuera elevado a Santuario Nacional de la Divina Misericordia.

#### Ex Hacienda de Atempilla
La Ex Hacienda de Atempilla, es una de las cuatro ruinas de haciendas del siglo XVII que podemos encontrar en Tenango del Aire. Es un recinto que muestra la historia colonial y revolucionaria.

#### Templo de San Juan Coxtocán
El Templo de San Juan Coxtocán, es una construcción rústica del siglo XVI. Este pueblo es de tradición milenaria pues conserva una esencia muy peculiar en sus pasillos, capillas y fachada del templo.

#### Hacienda San Andrés
Actualmente funciona como hotel y sitio para eventos sociales, además de ser un espacio de contacto con la naturaleza, gracias a sus campos de cultivo y su laberinto.

## Fiestas, Danzas y Tradiciones

### Fiestas populares
- El 24 de junio se celebra la festividad religiosa en honor al Patrón San Juan Bautista, mientras que el domingo siguiente a la Pascua se conmemora el día del Señor de la Misericordia en Tenango del Aire, la cabecera municipal.

- Carnaval: Esta celebración, de fecha variable, destaca como una festividad relevante en el municipio. Se extiende durante varios días y combina elementos religiosos y paganos, siendo llevada a cabo en la localidad de San Mateo Tepopula.

- Del 24 al 27 de julio: Se realiza una festividad en honor a Santiago Apóstol, quien es el Patrón de Santiago Tepopula.[10]

### Danza
- Entre las danzas típicas de la región, se destacan las representaciones de los retos a los 12 pares de Francia y los Chinelos.

### Tradiciones
- Para conmemorar el Día de Todos los Santos y los Fieles Difuntos, se sigue la costumbre de colocar un altar en el centro de la casa, adornado con la comida y bebida favorita de los difuntos, incluyendo elementos como agua, sal, ceras, incienso, pan de muerto, un petate, flor de muerto y flores blancas.
- El 1.º de noviembre, los jóvenes salen a rezar a los muertos recientes del año. Las familias, al estar enteradas, los esperan para compartir la ofrenda. De manera divertida y disimulada, retiran la fruta y el pan dulce del altar, mientras los dueños de casa fingen no darse cuenta.
- En diciembre, la festividad en honor a la Virgen de Guadalupe se celebra con gran participación comunitaria. El fin de semana siguiente al 12 de diciembre, la danza del chinelo recorre las calles de la comunidad, visitando capillas, iglesias y todas las imágenes públicas de la Virgen de Guadalupe. Una nueva comparsa de Chinelos, llamada "Tonantzin", surgió el 17 de diciembre de 2011, organizada principalmente por la familia Valencia, con destacada participación de Rubén Ramírez Valencia, Julio Valencia Reyes, entre otros.

## Gastronomía
Tenango del Aire cuenta con un corredor gastronómico, en el que puedes encontrar una gran variedad de platillos como conejo, mixiote, quesadillas y antojitos mexicanos.

## Artesanías
Existe un Corredor Artesanal donde podrás encontrar artesanía local como bordados, piezas talladas en madera, cestería, jabones y manualidades de los distintos talleres impartidos en la Casa de Cultura del municipio. También encontrarás vinos y licores tradicionales.